# Campionati europei di atletica leggera 2018 - Salto in lungo maschile
Il salto in lungo maschile ai Campionati europei di atletica leggera 2018 si è svolto tra il 6 e l'8 agosto 2018.

## Podio
| Oro     | Miltiádis Tedóglou Grecia |
| Argento | Fabian Heinle Germania    |
| Bronzo  | Serhiy Nykyforov Ucraina  |

## Record
Prima di questa competizione, il record del mondo (RM), il record europeo (EU) ed il record dei campionati (RC) sono i seguenti:
| Record                | Prestazione | Atleta                          | Data                              | Competizione              |
| --------------------- | ----------- | ------------------------------- | --------------------------------- | ------------------------- |
| Record mondiale       | 8,95 m      | Mike Powell Stati Uniti         | 30 agosto 1991 Tokyo, Giappone    | Campionati del mondo 1991 |
| Record europeo        | 8,86 m      | Robert Ėmmijan Unione Sovietica | 22 maggio 1987 Tsaghkadzor, URSS  |                           |
| Record dei campionati | 8,47 m      | Christian Reif Germania         | 1º agosto 2010 Barcellona, Spagna | Campionati europei 2010   |

## Programma
| Data          | Ora   | Turno          |
| ------------- | ----- | -------------- |
| 6 agosto 2018 | 16:35 | Qualificazioni |
| 8 agosto 2018 | 19:40 | Finale         |

## Risultati

### Qualificazioni
Si qualificano alla finale gli atleti che saltano 8,00 m (Q) o le dodici migliori misure (q).
| Pos | Gruppo | Atleta                  | Nazionalità   | 1ª prova | 2ª prova | 3ª prova | Risultato | Note |
| --- | ------ | ----------------------- | ------------- | -------- | -------- | -------- | --------- | ---- |
| 1   | B      | Miltiádis Tentoglou     | Grecia        | 8.15 m   |          |          | 8.15 m    | Q    |
| 2   | B      | Fabian Heinle           | Germania      | x        | 8.02 m   | '        | 8,02 m    | Q    |
| 3   | B      | Michel Tornéus          | Svezia        | 7.91 m   |          |          | 7.91 m    | q    |
| 4   | B      | Kevin Ojiaku            | Italia        | 7.59 m   | 7.74 m   | 7.90 m   | 7.90 m    | q    |
| 5   | A      | Dan Bramble             | Gran Bretagna | x        | 7.57 m   | 7.89 m   | 7.89 m    | q    |
| 6   | A      | Tomasz Jaszczuk         | Polonia       | 7.77 m   | 7.78 m   | 7.88 m   | 7.88 m    | q    |
| 7   | A      | Radek Juška             | Rep. Ceca     | 7.69 m   | 7.87 m   | x        | 7.87 m    | q    |
| 8   | A      | Serhii Nykyforov        | Ucraina       | 7.69 m   | x        | 7.86 m   | 7.86 m    | q    |
| 9   | A      | Thobias Nilsson Montler | Svezia        | 7.77 m   | 7.67 m   | 7.78 m   | 7.78 m    | q    |
| 10  | B      | Guillaume Victorin      | Francia       | 7.76 m   | x        | x        | 7.76 m    | q    |
| 11  | A      | Kafétien Gomis          | Francia       | 7.59 m   | 7.67 m   | 7.78 m   | 7.78 m    | q    |
| 12  | A      | Izmir Smajlaj           | Albania       | 7.71 m   | x        | 7.60 m   | 7.71 m    | q    |
| 13  | B      | Vladyslav Mazur         | Ucraina       | 7.33 m   | 7.70 m   | 7.38 m   | 7.70 m    |      |
| 14  | A      | Strahinja Jovancevic    | Serbia        | 7.40 m   | 7.60 m   | 7.69 m   | 7.69 m    |      |
| 15  | B      | Feron Sayers            | Gran Bretagna | 7.68 m   | x        | 7.67 m   | 7.68 m    |      |
| 16  | B      | Kristian Pulli          | Finlandia     | 7.36 m   | 7.50 m   | 7.68 m   | 7.68 m    |      |
| 17  | A      | Jean Marie Okutu        | Spagna        | 7.66 m   | 7.59 m   | 7.60 m   | 7.66 m    |      |
| 18  | B      | Benjamin Gföhler        | Svizzera      | 7.52 m   | x        | 7.65 m   | 7.65 m    |      |
| 19  | B      | Julian Howard           | Germania      | x        | x        | 7.64 m   | 7.64 m    |      |
| 20  | A      | Kristian Bäck           | Finlandia     | 7.60 m   | 7.60 m   | 7.61 m   | 7.61 m    |      |
| 21  | A      | Alper Kulaksiz          | Turchia       | 7.51 m   | 7.58 m   | x        | 7.58 m    |      |
| 22  | A      | Cristian Staicu         | Romania       | 7.48 m   | 7.52 m   | 7.51 m   | 7.52 m    |      |
| 23  | B      | Filip Pravdica          | Croazia       | x        | 7.47 m   | 7.52 m   | 7.52 m    |      |
| 24  | B      | Denis Eradiri           | Bulgaria      | 7.49 m   | 7.50 m   | x        | 7.50 m    |      |
| 25  | B      | Adam McMullen           | Irlanda       | 7.47 m   | x        | 7.47     | 7.47 m    |      |
| 26  | A      | Maximilian Entholzner   | Germania      | 7.18 m   | 7.46 m   | 7.75 m   | 7.46 m    |      |
| 27  | A      | Corentin Campener       | Belgio        | 7.41 m   | x        | 7.40 m   | 7.41 m    |      |
| 28  | B      | Yann Randrianasolo      | Francia       | 7.33 m   | 7.29 m   | x        | 7.33 m    |      |
| 29  | B      | Ian Paul Grech          | Malta         | 7.04 m   | x        | x        | 7.04 m    |      |
| -   | A      | Christopher Ullmann     | Svizzera      |          |          |          | nm        |      |

### Finale
| Pos     | Atleta                  | Nazionalità   | 1ª prova | 2ª prova | 3ª prova | 4ª prova | 5ª prova | 6ª prova | Risultato | Note                                     |
| ------- | ----------------------- | ------------- | -------- | -------- | -------- | -------- | -------- | -------- | --------- | ---------------------------------------- |
| Oro     | Miltiádis Tentoglou     | Grecia        | 7.96 m   | 7.80 m   | 8.00 m   | x        | 8.25 m   | 7.04 m   | 8.25 m    | Miglior prestazione personale stagionale |
| Argento | Fabian Heinle           | Germania      | 7.90 m   | 8.13 m   | x        | 8.02 m   | 7.62 m   | 8.13 m   | 8.13 m    | Miglior prestazione personale stagionale |
| Bronzo  | Serhii Nykyforov        | Ucraina       | 7.80 m   | 7.97 m   | 8.13 m   | 8.00 m   | x        | 7.90 m   | 8.13 m    |                                          |
| 4       | Thobias Nilsson Montler | Svezia        | 7.80 m   | 7.89 m   | 7.80 m   | 7.86 m   | x        | 8.10 m   | 8.10 m    | Miglior prestazione nazionale under 23   |
| 5       | Tomasz Jaszczuk         | Polonia       | 7.92 m   | 7.90 m   | 7.83 m   | 7.60 m   | x        | 8.08 m   | 8.08 m    |                                          |
| 6       | Dan Bramble             | Gran Bretagna | 7.68 m   | 7.90 m   | 7.85 m   | 7.65 m   | x        | 7.62 m   | 7.90 m    |                                          |
| 7       | Michel Tornéus          | Svezia        | x        | 7.82 m   | 7.86 m   | x        | x        | x        | 7.86 m    |                                          |
| 8       | Guillaume Victorin      | Francia       | 6.49 m   | 7.83 m   | 7.84 m   | 7.63 m   | 6.26 m   | x        | 7.84 m    |                                          |
| 9       | Kafétien Gomis          | Francia       | x        | 7.84 m   | 7.76 m   |          |          |          | 7.84 m    |                                          |
| 10      | Izmir Smajlaj           | Albania       | x        | 7.83 m   | 7.73 m   |          |          |          | 7.83 m    |                                          |
| 11      | Kevin Ojiaku            | Italia        | 7.55 m   | 7.48 m   | 7.78 m   |          |          |          | 7.78 m    |                                          |
| 12      | Radek Juška             | Rep. Ceca     | 7.63 m   | 7.73 m   | 7.48 m   |          |          |          | 7.73 m    |                                          |